# Fay Gillis Wells
Fay Gillis Wells, född 15 oktober 1908 i Minneapolis, död 2 december 2002, var en amerikansk flygpionjär och journalist. Hon var gift med journalisten Linton Wells.
Wells utexaminerades från Battin High School i Elizabeth New Jersey 1925, men hoppade av sin utbildning vid Michigan State University före examen. I augusti 1929 påbörjade hon sin utbildning till pilot. Tre dagar efter att hon genomfört sin soloflygning blev hon erbjuden att följa med på en flygtur i ett experimentflygplan under en avancerad flygning 1 september 1929. När piloten flög i inverterat läge över Long Island bröts flygplanet sönder i luften. Wells lyckades ta sig ur flygplanet och rädda sig med fallskärm. Hon blev därmed den första kvinna som kom med i Caterpillarklubben. Detta oväntade haveri resulterade i att hon blev känd, och hon anställdes av Curtiss Flying Service som försäljare och demonstrationsflygare. Tillsammans med Amelia Earhart grundade hon föreningen Ninety-Nines. Under 1930-1934 arbetade hon som frilansjournalist i Sovjet för New York Herald Tribune, Associated Press New York Times och olika flygtidskrifter. I Sovjet blev hon den första amerikanska kvinna som fick flyga sovjetiska civila flygplan och dessutom var hon den enda personen i Sovjetunionen som ägde ett eget ryskt segelflygplan. När Wiley Post genomförde sin soloflygning jorden runt 1933 var det hon som ansvarade för logistiken för hans ryska del av flygningen. 1934 fick hon i uppdrag av tidningen New York Times att bevaka kröningen av kejsare Pu Yi av Manchukuo.
Tanken var att hon och Wiley Post skulle flyga jorden runt tillsammans 1935, men efter att hon träffat journalisten Linton Wells hoppade hon av jordenruntflygningen. I stället gifte hon sig med Linton och tillbringade en tre månader lång smekmånad med att bevaka Italiens krig i Etiopien för Herald Tribune. 1936 bevakade hon Hollywood för tidningens räkning. Hon och hennes man blev pionjärer med direktsända radiosändningar från andra världsdelar när de 1938 för radiostationen RCA sände radioprogram från Latinamerika. 1939 ombads hon av President Roosevelt att tillsammans med sin man undersöka om det fanns någon plats i Afrika som kunde vara lämplig för att etablera ett nytt hemland åt judar. Efter andra världskrigets utbrott var hon fortfarande kvar i Afrika där hon genom bolaget US Commercial Company i västra Afrika köpte in strategiska råvaror till den amerikanska krigsindustrin.
Familjen återvände till USA 1946 efter att hon fött sitt första barn i Luanda, där hon första tiden var hemmafru, men hon saknade jobbet och började skriva artiklar för tidningen hemifrån. 1963 flyttade man till Washington, D.C. där hon öppnade nyhetsbyrån Washington News Bureau för radiobolaget Storer Broadcasting Companys räkning. Under åren 1964-197 var hon Storers korrespondent i Vita Huset. Hon var en av de journalister som var med under president Nixons besök till Kina 1972.

## Eftermäle
Asteroiden 4820 Fay är uppkallad efter Fay Gillis Wells.